# Karang Budi
Karang Budi is een bestuurslaag in het regentschap Sumenep van de provincie Oost-Java, Indonesië. Karang Budi telt 2427 inwoners (volkstelling 2010).